# Formation d'Arundel
Pour les articles homonymes, voir Arundel.
La formation d'Arundel est une formation géologique sédimentaire riche en argiles, que l'on trouve dans le Maryland, aux États-Unis. Elle date de l'Aptien (Crétacé inférieur). Cette couche géologique a une importance économique du fait de la présence de fer en son sein, mais elle est surtout connue pour ses dinosaures fossilisés. Souvent considérée comme une formation, il pourrait s'agir en fait d'un simple faciès.

## Paléofaune vertébrée

### Dinosaures
Les dinosaures comprennent peut-être le grand théropode Acrocanthosaurus,. Les théropodes mal connus Allosaurus (ou « Dryptosaurus ») medius, Creosaurus (ou « Dryptosaurus ») potens (également appelé « Capitalsaurus »), et Coelurus gracilis, l'ornithomimosaurien Coelosaurus affinis, les sauropodes Astrodon et Pleurocoelus, le nodosauridé Priconodon, un ceratopsia, et peut-être l'ornithopode Tenontosaurus. Des vertébrés marins ont été retrouvés dans la formation, comme un requin, au moins trois genres de tortues et un crocodilien.
| Dinosaures retrouvé dans la formation d'Arundel | Dinosaures retrouvé dans la formation d'Arundel | Dinosaures retrouvé dans la formation d'Arundel | Dinosaures retrouvé dans la formation d'Arundel | Dinosaures retrouvé dans la formation d'Arundel | Dinosaures retrouvé dans la formation d'Arundel                                                                                                  | Dinosaures retrouvé dans la formation d'Arundel |
| Genre                                           | Espèce                                          | Lieu                                            | Position stratigraphique                        | Matériaux                                       | Notes | Images                                          |
| ----------------------------------------------- | ----------------------------------------------- | ----------------------------------------------- | ----------------------------------------------- | ----------------------------------------------- | --- | ----------------------------------------------- |
| Allosaurus                                      | "A." medius                                     | - Maryland                                      |                                                 | Dent                                            | Dent de théropode. |                                                 |
| Astrodon                                        | A. johnstoni                                    | - Maryland - Washington D.C.                    |                                                 | "Dent."                                         | |                                                 |
| "Capitalsaurus"                                 | "C." potens                                     | - Maryland                                      |                                                 | "Vertebré."                                     | Un néotheropode. |                                                 |
| Coelosaurus                                     | C. affinis                                      |                                                 |                                                 |                                                 | Synonyme de "Dryosaurus" grandis |                                                 |
| Coelurus                                        | "C." gracilis                                   |                                                 |                                                 | "Ongle et dent."                                | Dromaéosauridé. |                                                 |
| Creosaurus                                      | "C." potens                                     |                                                 |                                                 |                                                 | reclassé comme "Capitalsaurus" potens |                                                 |
| Deinonychus                                     | Indeterminé                                     | - Maryland                                      |                                                 |                                                 | Un dromaéosauridé |                                                 |
| Dryosaurus                                      | "D." grandis                                    | - Maryland                                      |                                                 | "Éléments de membres."                          | Théropode indéterminé parfois considéré comme une espèce d'Ornithomimus et décrit à l'origine décrit comme une espèce d'ornithischien Dryosaurus |                                                 |
| Dryptosaurus                                    | "D." medius                                     |                                                 |                                                 |                                                 | Synonyme of "Allosaurus" medius |                                                 |
| Dryptosaurus                                    | "D." potens                                     |                                                 |                                                 |                                                 | Synonyme de "Capitalsaurus" potens |                                                 |
| Ornithomimus                                    | "O." affinis                                    |                                                 |                                                 |                                                 | Synonyme de "Druosaurus" grandis |                                                 |
| Pleurocoelus                                    | P. altus                                        | - Maryland                                      |                                                 | "Tibia et péroné."                              | |                                                 |
| Pleurocoelus                                    | P. nanus                                        | - Maryland                                      |                                                 |                                                 | |                                                 |
| Pleurocoelus                                    | Indeterminé                                     | - Washington D. C.                              |                                                 |                                                 | |                                                 |
| Priconodon                                      | P. crassus                                      | - Maryland                                      |                                                 | "Dent, tibia."                                  | |                                                 |
| Tenontosaurus                                   | Indeterminé                                     | - Maryland                                      |                                                 |                                                 | |                                                 |

### Ptérosaures
| Ptérosaures de la formation d'Arundel | Ptérosaures de la formation d'Arundel | Ptérosaures de la formation d'Arundel | Ptérosaures de la formation d'Arundel | Ptérosaures de la formation d'Arundel | Ptérosaures de la formation d'Arundel | Ptérosaures de la formation d'Arundel |
| Genre                                 | Espèce                                | Lieu                                  | Position stratigraphique              | Abondance                             | Notes                                 | Images                                |
| ------------------------------------- | ------------------------------------- | ------------------------------------- | ------------------------------------- | ------------------------------------- | ------------------------------------- | ------------------------------------- |
| Pteraichnus                           |                                       |                                       |                                       | [ 16 ]                                |                                       |                                       |